# Louis Weichmann
Louis J. Weichmann (29 de septiembre de 1842-5 de junio de 1902) fue uno de los testigos principales durante el juicio a los conspiradores implicados en el Asesinato de Abraham Lincoln. Anteriormente, había sido también sospechoso en la conspiración debido a su asociación con la familia de Mary Surratt.

## Primeros años
Weichmann nació en Baltimore, hijo de inmigrantes alemanes. El apellido familiar era originalmente Wiechmann, pero como en muchos otros casos de emigrantes a los Estados Unidos, experimentó varios cambios en la ortografía para mejorar la fonética y facilitar la pronunciación. Su padre Johann era luterano, y su madre María era católica. Johann Weichmann era sastre de oficio, y se mudó con su mujer y sus cinco hijos primero de las cercanías de Baltimore a Washington D. C., y más tarde a Filadelfia, Pensilvania. Louis reclamó haber estudiado en el instituto Central según su trabajo autobiográfico mencionado más abajo. Registros del Instituto central indican que Louis Weichmann fue miembro de la 36.º clase de graduados. Fue admitido en julio de 1856 y se fue en septiembre de 1858 con un Diploma de Curso Parcial. Escribió en su trabajo autobiográfico, Una Historia Cierta del Asesinato de Abraham Lincoln y de la Conspiración de 1865, que  deseaba realizar carrera como farmacéutico, pero, a instancias de su madre, accedió a regañadientes estudiar para el sacerdocio católico. A la edad de diecisiete años, entró en el seminario St. Charles College en Ellicott City, Maryland. Allí,  conoció y trabó amistad con otro joven seminarista, John Surratt. Esta amistad tendría más tarde profundas consecuencias para ambos.
En 1862, un año después del estallido de la guerra de Secesión, ambos, Weichmann y Surratt, dejaron el seminario sin convertirse en sacerdotes. Weichmann se fue a Washington D. C., donde enseñó durante dos años en St. Matthew Institute for Boys. Después de dejar este puesto en 1864, se convirtió en empleado en el departamento de Guerra, al mando del Secretario Edwin Stanton. Surratt mientras tanto se convirtió en correo y agente de la Confederación, saliendo de territorio de la Unión. A raíz de su anterior amistad con Surratt, Weichmann se alojó en la pensión de la madre de Surratt, Mary Surratt, en Washington D. C. Esto le puso en contacto con los principales conspiradores implicados en el asesinato de Abraham Lincoln. Según el testimonio de Weichmann en el juicio, John Wilkes Booth, David Herold, Lewis Payne, George Atzerodt, John Surratt, y otros se reunieron continuamente en la pensión de Mary Surratt antes del asesinato.
Weichmann atestiguó que en el día que el presidente Lincoln fue disparado, el 14 de abril de 1865, acompañó a Mary Surratt a su otra propiedad en Surrattsville, (ahora Clinton, Maryland), donde  entregó artículos que más tarde Booth recuperó horas después del asesinato. También testificó que Mary Surratt se reunió con Booth al menos tres veces en el día fatídico. Samuel Mudd, el doctor que trató la pierna rota de Booth en la noche del magnicidio, y reclamó no tener ningún conocimiento de la conspiración, fue vinculado por el testimonio de Weichmann a los acontecimientos por los que fue juzgado y condenado también. Augustus Howell, un mensajero que trabajó con John Surratt, reclamó durante el juicio que Weichmann proporcionó a los Confederados información clasificada obtenida por su posición en el departamento de Guerra. Supuestamente esperaba obtener un mejor trabajo del gobierno Confederado en Richmond en pago a sus servicios; sin embargo, estas acusaciones nunca fueron fundamentadas.

## Vida posterior
En sus últimos años Weichmann se mudó a Anderson, Indiana, donde  abrió una escuela de negocios. Uno de sus hermanos, sacerdote católico, y dos de sus hermanas también se mudaron y establecieron allí. Debido a algunas dudas persistentes en cuanto a la verdad y motivos de su testimonio, Weichmann se convirtió en una figura polémica y un tanto rechazada por muchos. Que Mary Surratt fuera la primera mujer juzgada y ejecutada por un crimen capital por parte del gobierno federal causó una violenta reacción contra él. También hubo fuertes elementos anticatólicos que intentaron vincular la muerte de Lincoln con una conspiración católica.
En parte debido a esto, realizó una declaración jurada, poco antes de su muerte, reafirmando que todo su testimonio sobre el asesinato de Abraham Lincoln era total y completamente cierto. Murió unos días más tarde en Anderson, y está enterrado allí en el cementerio de St. Mary. A pesar de que utilizó la ortografía Weichmann en el juicio de conspiración, en toda su correspondencia oficial y como autor de su libro, la ortografía familiar original de Wiechmann es la que aparece en su lápida.